# Ellak Laok
Ellak Laok is een bestuurslaag in het regentschap Sumenep van de provincie Oost-Java, Indonesië. Ellak Laok telt 2891 inwoners (volkstelling 2010).